# Hubert Minnis
Hubert Alexander Minnis (n. 16 aprilie 1954, Nassau, Bahamas) este un politician și medic din Bahamas care a ocupat funcția de prim-ministru al acestui stat în perioada mai 2017 - 16 septembrie 2021. Minnis este liderul Mișcării Naționale Libere (MNL), fost partid de guvernământ și membru al Parlamentului pentru circumscripția New Providence din Killarney. Ales pentru prima dată în legislativ la alegerile din 2007, i-a succedat lui Hubert Ingraham în funcția de lider al partidului după înfrângerea acestuia în alegerile din 2012.
A fost demis din funcția de lider al MNL în decembrie 2016 și a recâștigat poziția în aprilie 2017, după multe conflicte interne în cadrul partidului. A devenit prim-ministru în urma victoriei partidului său la alegerile generale desfășurate la 10 mai 2017.